# Pabian (Kota Sumenep)
Pabian is een bestuurslaag in het regentschap Sumenep van de provincie Oost-Java, Indonesië. Pabian telt 5559 inwoners (volkstelling 2010).